# Naturalisme (littérature)
Pour les articles homonymes, voir Naturalisme.
Le naturalisme est un mouvement littéraire qui s'attache à peindre la réalité en s'appuyant sur un travail minutieux de documentation et en s'inspirant notamment de la méthode expérimentale du physiologiste Claude Bernard. Émile Zola est le principal représentant de cette école littéraire en France. Le mouvement s'étend ensuite dans toute l'Europe et jusqu'en Amérique.

## Définition
Le terme naturalisme est employé pour la première fois par Zola en 1866, sous l’influence de Taine, et mis en avant en 1867 dans la préface à la seconde édition de Thérèse Raquin. Il est emprunté à Balzac, et a prétention de traduire l'homo additus naturae de Bacon.
Même dans son ouvrage Le Roman expérimental, Zola n'a pas fourni une définition univoque du naturalisme, qui repose sur quelques principes fondamentaux.
Le naturalisme s'inspire de la science : 
- « Le naturalisme est l'esprit scientifique porté dans toutes nos connaissances. Les naturalistes reprennent l’étude de la nature aux sources mêmes, remplacent l’homme métaphysique par l’homme physiologique, et ne le séparent plus du milieu qui le détermine[4]. » (Zola)

Le naturalisme est une méthode :
- « La méthode positive, en littérature, est ce naturalisme dont je parle si souvent[5]. »  (Zola)
- « Le naturalisme n’est pas une « rhétorique », comme on le croit généralement, mais quelque chose d’autrement sérieux, une « méthode ». Une méthode de penser, de voir, de réfléchir, d’étudier, d’expérimenter, un besoin d’analyser pour savoir, mais non une façon spéciale d’écrire[6]. » (Alexis)

Le naturalisme est une vision du monde :
- « Le romancier naturaliste fait la besogne du greffier qui résume une instruction.  De même qu’on exige d’un témoin toute la vérité, de même l’historien social se croit tenu en conscience de ne cacher aucune plaie[7]. » (Desprez)

Le naturalisme est moral, quoi qu'en disent les critiques :
- « Nos analyses ne sauraient être obscènes, du moment où elles sont scientifiques et où elles rapportent un document[8]. » (Zola)
- « Eh oui ! bonnes gens, l'artiste a le droit de fouiller en pleine nature humaine, de ne rien voiler du cadavre humain, de s'intéresser à nos plus petites particularités, de peindre les horizons dans leur minutie et de les mettre de moitié dans nos joies et dans nos douleurs. [...] Il ne saurait y avoir de limite dans l'étude de la vérité[9]. (Zola) »

Une synthèse a été tentée par Camille Lemonnier : 

« Le naturalisme est le réalisme agrandi de l'étude profonde des milieux, de l'observation nette des caractères d'une logique implacable. Le naturalisme suppose une philosophie que n'avait pas le réalisme et, en effet, c'est toute une philosophie qui par ses bouts tient à la biologie, à la géologie, à l'anthropologie, aux sciences exactes et aux sciences sociales. »

David Baguley a résumé  la philosophie du naturalisme : ontologie matérialiste, cosmologie mécaniste, épistémologie empirique, éthique relativiste, tendance à concilier, voire assimiler, les univers naturel et humain.
Sous l'influence des critiques littéraires  de l'époque, le mot naturalisme a pris une connotation négative. Il est devenu synonyme de description de choses sordides ou grossières,ainsi que de minuscules événements de la vie quotidienne. Il est en même temps perçu comme extrémiste.

## Origines

### Contexte
Le naturalisme est apparu à la fin du XIXe siècle dans un contexte propice. Le développement du capitalisme, du prolétariat et des grandes villes, les progrès de la science explorant des territoires de plus en plus vastes offrent aux romanciers naturalistes une méthode d’investigation, des contenus nouveaux (marges de la société, névroses, folie, dégénérescences, lois de la thermodynamique, entropie, déperdition), ainsi qu'une vision contrastée de l’homme et de la société.

### Réaction contre le Romantisme
Zola positionne le naturalisme comme l'opposé du romantisme, qui « croulait, tombait à la caricature et à la démence. » Pour lui, l'opposition philosophique est claire : « Le naturalisme et le romantisme partent tous deux du même sentiment de rébellion contre la formule classique. Philosophiquement, les romantiques s’arrêtent au déisme ; ils gardent un absolu et un idéal ; ce ne sont plus les dogmes rigides du catholicisme, c’est une hérésie vague, l’hérésie lyrique d’Hugo et de Renan, qui mettent Dieu partout et nulle part. Les naturalistes, au contraire, vont jusqu’à la science ; ils nient tout absolu, et l’idéal n’est pour eux que l’inconnu qu’ils ont le devoir d’étudier et de connaître. »
Ainsi s'opposent « les fortifiantes brutalités de la vérité et les banalités doucereuses du mensonge », représentant deux filiations littéraires différentes :
- la romantique, passant par Rousseau, Chateaubriand, Madame de Staël, Victor Hugo et George Sand.
- la naturaliste, composée de Diderot, Stendhal, Balzac, Flaubert, Edmond et Jules de Goncourt[4].

### Rapports avec le Réalisme
Le naturalisme est le plus souvent présenté comme la succession du réalisme tel qu'initié par Champfleury et Duranty, mais leurs rapports sont ambigus. « Il n’est même pas certain que nous puissions distinguer le Réalisme du Naturalisme », était-il déclaré en ouverture d'un colloque sur le naturalisme.
Cependant, des différences existent : « Le réalisme reproduit simplement ce qu’il a sous les yeux », annonçait le premier numéro de la revue Réalisme en 1856. Mais  les naturalistes ne restent pas à la surface, vont au-delà des apparences. Ils dévoilent, font tomber les masques, pénètrent « derrière les belles portes d’acajou luisant », « fouillent en pleine chair humaine ».
La célèbre définition qu'a donnée Zola de l’œuvre d'art : « Un coin de la création vu à travers un tempérament » résume pour certains critiques la différence entre les deux mouvements littéraires, tout en creusant la distance entre la recherche de l'homme de science et la création de l'artiste.
En résumé, « le naturalisme apparaît comme une forme particulière du réalisme qui affirme ses intentions scientifiques et techniques, et ne craint pas d’être excessive dans ses réalisations. »

## Conceptions littéraires

### Théorie
Pour Zola, il est du devoir de la littérature de se faire scientifique :

« J'en suis donc parvenu à ce point : le roman expérimental est une conséquence de l'évolution scientifique du siècle ; il continue et complète la physiologie, qui elle-même s'appuie sur la chimie et la physique ; il substitue à l'étude de l'homme abstrait, de l'homme métaphysique, l'étude de l'homme naturel, soumis aux lois physico-chimiques et déterminé par les influences du milieu ; il est en un mot la littérature de notre âge scientifique, comme la littérature classique et romantique a correspondu à un âge de scolastique et de théologie. »

Pour cela, il faut que la littérature applique la méthode mise en œuvre dans les sciences naturelles. S'inspirant  du positivisme d'Auguste Comte et de l'Introduction à l’étude de la médecine expérimentale de Claude Bernard, Zola considère que « le romancier est fait d'un observateur et d'un expérimentateur » :

« L'observateur et l'expérimentateur sont les seuls qui travaillent à la puissance et au bonheur de l'homme, en le rendant peu à peu le maître de la nature. Il n'y a ni noblesse, ni dignité, ni beauté, ni moralité, à ne pas savoir, à mentir, à prétendre qu'on est d'autant plus grand qu'on se hausse davantage dans l'erreur et dans la confusion. Les seules œuvres grandes et morales sont les œuvres de vérité. »

Cependant, il n’y a pas parmi les naturalistes de véritable théorie unifiée et cohérente. Ils n’ont jamais ressenti la nécessité d’une unité idéologique et ont toujours été soucieux de préserver leur indépendance Le terme naturalisme lui-même ne fait pas consensus :  Edmond de Goncourt préférait Naturisme, Huysmans, Intimiste, Desprez Impressionnisme. Quant à Maupassant, il veut rebaptiser Illusionnistes les Réalistes : 

« Faire vrai consiste donc à donner l'illusion complète du vrai, suivant la logique ordinaire des faits, et non à les transcrire servilement dans le pêle-mêle de leur succession. J'en conclus que les Réalistes de talent devraient plutôt s'appeler des Illusionnistes . »

Les historiens de la littérature accordent en général peu de crédit à cette réflexion théorique et soulignent volontiers sa faiblesse ou ses contradictions . Faiblesse car la théorie naturaliste reste muette sur deux composantes essentielles du genre romanesque : la fiction et la narration ; le fantasme et le récit. Contradiction relevée par Henry Céard, qui souligne l'illusion de la notion d'expérience chez un romancier, là où il ne peut y avoir qu'observation. En effet, le roman existe non pas dans le monde réel de l'expérience scientifique, mais dans un monde possible soumis à l'arbitraire du narrateur.
Henri Mitterand, lui, distingue roman et discours naturalistes, qui ne sont pas homologues :

« Le discours naturaliste théorise un roman qui n'a pas été écrit, ou qui a été écrit autrement :Germinal n'est pas l'application du Roman expérimental. Et le roman naturaliste réunit des traits littéraires que Le Roman expérimental ne permet pas à lui seul de cerner. »

### Place de Zola
Le naturalisme est le plus souvent assimilé à Zola.
Pour Stéphane Mallarmé, il faut entendre par naturalisme la littérature de Zola : « Le mot mourra quand Zola aura achevé son œuvre. » Pour Henri Mitterand, le naturalisme théorique est celui de Zola, « car il n'y en a pas d'autre. » Pour B.H Bakker, l’école naturaliste se réduit à un maître et un disciple, Zola et à Alexis, celui-ci étant le seul qui souscrive strictement à la pure théorie naturaliste.
Mais cette place unique est parfois discutée. En considérant le naturalisme au-delà de la francophonie, des écrivains se montrent proches de certaines positions de Zola, et il s’en faut de beaucoup que celui-ci ait seul été à l’origine de leurs orientations, certains étant d’ailleurs ses ainés. Des mouvements littéraires comme le verismo en Italie, les tachtigers aux Pays-Bas, le genombrund scandinave, le positivisme polonais sont similaires au naturalisme allemand ou français.
Yves Chevrel considère Zola comme « le lieu géométrique où viennent s’inscrire les tendances de toute une époque, du moins de tout un courant de pensée et de toute une pratique littéraire. Plus qu’un exemple ou même qu’un pionnier qu’on suit plus ou moins bien, il est un modèle, au sens technique du terme. »
En tout cas, Zola s'est toujours défendu d'être à la tête d'une « École » : il n’y a pas de chef, mais des individus qui restent libres. À la notion d’école est opposée celle de groupe.

### Conception du roman
Le roman naturaliste est étendu au-delà de ses limites traditionnelles. Il peut tout accueillir : le document comme la réflexion, l’histoire événementielle comme l’analyse psychologique et a des caractéristiques marquées : 
- Le narrateur est omniscient, et cherche à imposer à son lecteur une certaine vision des choses[36]. Mais il se fait le plus effacé possible et délègue souvent son pouvoir aux personnages, qui deviennent des relais de l'information[37].
- L'écriture est impersonnelle, les descriptions sont nombreuses[38]. Celles-ci permettent d'affirmer une volonté de dévoiler la réalité tout en s'effaçant devant elle[39].
- Le roman devient une entreprise explicative, cependant la réalité reste un objet romanesque[40].
- L’œuvre naturaliste est le plus souvent conçue comme l’exploration d’un système, la mise en évidence de ses rouages, de ses règles de fonctionnement, ou plutôt de ses règles de dysfonctionnement. Le naturalisme, c’est l’obsession de l’échec et la description de pathologies sociales, avec une  prédilection pour les cas limites comme le criminel ou la prostituée[41].
- Sous l'influence de l'impressionnisme, la sensation plutôt que l'analyse est privilégiée pour approcher le réel[42]. Le tragique est étranger au naturalisme qui s’inquiète en permanence de sociologie[43].
- Il n'y a pas d'intrigue : la forme narrative linéaire traditionnelle cède souvent la place à une écriture par fragments utilisant abondamment le style indirect libre[44]. De nombreux petits faits vrais contribuent à donner au récit un air d’authenticité[45]. Il s'agit de lambeaux, de tranches, de pages de vie humaine : le texte naturaliste refuse l’étrange, l’artificiel, la fantaisie, et retient ce qui est le moins frappant, l'inessentiel[46].
- Il n'y a pas de héros : le romancier coupe systématiquement les ailes à tout envol lyrique pour ramener son personnage à la platitude. Celui-ci se dissout dans le milieu dans lequel il est immergé[47]. La nature primitive vient saper la vitalité de l’individu et l’entrainer vers le désastre. Partout, la volonté humaine cède, s’humilie devant cette volonté universelle, informe, dépersonnalisée[48].

- Il n'y a pas de destin : chaque ouvrage contient en lui sa justification et son explication. L’évolution des personnages n’est pas liée à une malédiction ou à une prédiction. Le public ne sait pas ce qu’il peut attendre, car l’écrivain choisit en agissant sur le déterminisme des phénomènes qu’il rapporte[49].
- Le résultat est une lecture sérieuse[d], qui n’est pas faite pour divertir, mais pour interroger[50]. Le lecteur n’est plus que le spectateur passif qui assiste au déroulement des faits[51].

L’emploi des termes consacrés par l’esthétique traditionnelle gêne la plupart des écrivains naturalistes : ils redoutent d’être acculés à se servir d’une forme trop contraignante, artificielle, qui les empêche de déverser tout ce que l’observation du réel doit leur permettre de dire. C’est la raison principale de l'emploi fréquent de sous-titres : Thérèse Raquin, étude ; Les Rougon-Macquart, Histoire naturelle et sociale d’une famille sous le second Empire ; Marthe, Histoire d’une fille ; Jack, mœurs contemporaines.
Cependant, si l’esthétique naturaliste a bousculé les divisions traditionnelles de la littérature, elle n’a pas véritablement réussi à les recomposer ou à les refondre

### Thèmes
Au-delà des divergences parfois hautement claironnées, des reniements dictés par un mouvement sincère ou par l’intérêt publicitaire, on peut retrouver des thèmes obsédants, des préoccupations communes, des soucis identiques. Les romans naturalistes s’attachent aux points de tension, aux moments de déséquilibre, aux ruptures, aux fêlures, que ce soit dans la société ou dans l’individu.
Leurs thèmes ont été classifiés de plusieurs manières :
- Yves Chevrel[55] considère tout simplement que le grand thème, l’unique thème de l’écrivain naturaliste est le monde, d’abord perçu comme un organisme en mouvement, tantôt sur le modèle biologique, tantôt sur le modèle mécanique. Il ajoute que la cruauté du naturalisme ne réside pas dans le traitement pessimiste de tel ou tel thème, mais dans la mise en évidence des forces qui animent la société et qui ne sont jamais neutres, surtout pas du point de vue moral. Pour lui cette cruauté est d’ordre méthodologique et non thématique.
- Colette Becker[56]relève comme thèmes : la gredinerie bourgeoise, argent et hypocrisie ; les ratages et émiettement  de la vie dans sa banalité quotidienne, avec ses répétitions et ses déceptions ; les maladies et l'hérédité, avec un accablement par le poids des déterminismes ; les dangers d’Éros, la femme étant en proie à toutes les névroses ; les adultères et les « collages » ; les misères sociales.
- René-Pierre Colin[57] distingue  les romans « de filles » ; les romans ou nouvelles militaires, comme celles des Soirées de Médan ; ceux décrivant la vie du clergé, envisagée sous l'angle d'un fort anticléricalisme. Il remarque également que contrairement aux idées reçues, la classe ouvrière est peu représentée dans le roman naturaliste, le succès de L’Assommoir n'ayant suscité que peu d’imitations notables[e]. Ce qui n'est pas le cas de la vie rurale, souvent présente, dans les contes normands de Maupassant, dans La Terre de Zola, La Mort de Lemonnier, dans les textes de Rosny ou d'Eslander, souvent virulents et s'attardant sur de sordides faits divers[58].
- Alain Pagès[59] classe en « séries » les romans de l'artiste, les romans de « filles », les romans militaires, les roman du « collage », tous étant des romans de l'échec.
- David Baguley[60] identifie les fatalités de la chair, l’hôpital, l'asile, le couvent, et fait remarquer que le motif de la femme déchue est si répandu dans les œuvres naturalistes qu’on s’étonne de n’en trouver nulle mention dans les écrits théoriques des médanistes.

Avec les ouvrages naturalistes, aucun aspect de la société, aucune institution n’a conservé la tradition de déférence et d’urbanité que l’on cultivait jusqu’alors. Les écrivains touchent à tout, poussent toutes les portes, explorent les soutes et les cuisines, rôdent dans les arrière-cours avec une obstination juvénile, parfois brouillonne, mais à en juger par les haut-le-cœur qui s’ensuivirent, terriblement efficace.

### Poésie et Théâtre
Si la poésie reste totalement en dehors du champ d'intérêt du naturalisme, il n'en est pas de même du théâtre, où les naturalistes veulent à toute force s'imposer. Si quelques pièces, comme celle tirée de L'Assommoir, ont quelque succès, les autres n'en rencontrent aucun, malgré les efforts d'Antoine et de son Théâtre-Libre.

### Au-delà de la littérature
Zola ne considère pas le naturalisme comme purement littéraire. Il le place sur un plan idéologique plus large, mêlant littérature, morale, politique, religion, et philosophie. Il s'agit pour lui d'une entreprise totalisante visant à édifier – et à justifier – un certain type de société, républicaine, démocratique, anticléricale et libérale, conciliant les droits et intérêts des individus et ceux de la collectivité. C’est le sens de sa célèbre formule : « La république sera naturaliste ou elle ne sera pas.» Si cette idée reste sans écho, tant à l'extérieur qu'à l'intérieur du groupe, elle est l'un des principaux reproches qui lui sont faits à son époque : confondre activité littéraire et scientifique, vouloir « résoudre scientifiquement la question de savoir comment se comportent les hommes dès qu’ils sont en société. »

## Chronologie

### Chronologie globale
La chronologie globale du mouvement naturaliste ne fait pas consensus parmi la critique. Si toutes les études s'accordent pour considérer la publication en 1865 de Germinie Lacerteux, des Goncourt, comme un point de départ, elles définissent plusieurs étapes plus ou moins similaires, mais situées différemment dans le temps.
| 18       | 65               | 66               | 67               | 68                | 69                | 70                | 71                | 72                | 73                | 74                | 75               | 76               | 77               | 78               | 79               | 80           | 81           | 82           | 83           | 84           | 85                           | 86                           | 87                           | 88                           | 89                           | 90                           | 91                           | 92                           | 93                           | 94                          | 95                          | 96                          | 97                          | 98                          | 99                          |                             |
| -------- | ---------------- | ---------------- | ---------------- | ----------------- | ----------------- | ----------------- | ----------------- | ----------------- | ----------------- | ----------------- | ---------------- | ---------------- | ---------------- | ---------------- | ---------------- | ------------ | ------------ | ------------ | ------------ | ------------ | ---------------------------- | ---------------------------- | ---------------------------- | ---------------------------- | ---------------------------- | ---------------------------- | ---------------------------- | ---------------------------- | ---------------------------- | --------------------------- | --------------------------- | --------------------------- | --------------------------- | --------------------------- | --------------------------- | --------------------------- |
| Becker   | Formation        | Formation        | Formation        | Formation         | Formation         | Formation         | Formation         | Formation         | Formation         | Formation         | Formation        | Formation        | Âge d'or         | Âge d'or         | Âge d'or         | Âge d'or     | Âge d'or     | Âge d'or     | Âge d'or     | Âge d'or     | Éclatement                   | Éclatement                   | Éclatement                   | Éclatement                   | Éclatement                   | Éclatement                   | Éclatement                   | Éclatement                   | Éclatement                   |                             |                             |                             |                             |                             |                             |                             |
| Chevrel, | Premières œuvres | Premières œuvres | Premières œuvres | Premières œuvres  | Premières œuvres  | Premières œuvres  | Premières œuvres  | Premières œuvres  | Premières œuvres  | Premières œuvres  | Premières œuvres | Premières œuvres | Premières œuvres | Premières œuvres | Premières œuvres | Lame de fond | Lame de fond | Lame de fond | Lame de fond | Lame de fond | Triomphe                     | Triomphe                     | Triomphe                     | Triomphe                     | Triomphe                     | Triomphe                     | Dernière vague               | Dernière vague               | Dernière vague               | Dernière vague              | Dernière vague              |                             |                             |                             |                             |                             |
| Cogny    | Tâtonnements     | Tâtonnements     | Tâtonnements     | Phase prophétique | Phase prophétique | Phase prophétique | Phase prophétique | Phase prophétique | Phase prophétique | Phase prophétique | Conquête         | Conquête         | Conquête         | Conquête         | Conquête         | Conquête     | Conquête     | Conquête     | Conquête     | Conquête     | Conquête                     | Conquête                     | Déclin                       | Déclin                       | Déclin                       | Déclin                       | Déclin                       |                              |                              |                             |                             |                             |                             |                             |                             |                             |
| Pagès    | Émergence        | Émergence        | Émergence        | Émergence         | Émergence         | Émergence         | Émergence         | Émergence         | Émergence         | Émergence         | Émergence        | Émergence        | École            | École            | École            | École        | École        | École        | École        | École        | Déchirements et contestation | Déchirements et contestation | Déchirements et contestation | Déchirements et contestation | Déchirements et contestation | Déchirements et contestation | Déchirements et contestation | Déchirements et contestation | Déchirements et contestation | Continuité et métamorphoses | Continuité et métamorphoses | Continuité et métamorphoses | Continuité et métamorphoses | Continuité et métamorphoses | Continuité et métamorphoses | Continuité et métamorphoses |

### Principaux événements
- Janvier 1865. Germinie Lacerteux, des frères Goncourt. « Le public aime les romans faux : ce roman est un roman vrai. Il aime les livres qui font semblant d’aller dans le monde : ce livre vient de la rue. Ce livre, avec sa triste et violente distraction, est fait pour contrarier ses habitudes et nuire à son hygiène[72]. »
- Juin 1866. Zola, Mes haines : « Une œuvre d’art est un coin de la création vu à travers un tempérament. L’art est la libre expression d’un cœur et d’une intelligence, il est d’autant plus grand qu’il est personnel[73]. »
- Décembre 1866. Zola, Deux définitions du roman : « Le romancier analyste est avant tout un savant, un savant de l'ordre moral. J'aime à me le représenter comme l'anatomiste de l'âme et de la chair. Il dissèque l'homme, étudie le jeu des passions, interroge chaque fibre, fait l'analyse de l'organisme entier. Comme le chirurgien, il n'a ni honte ni répugnance lorsqu'il fouille les plaies humaines. Il n'a souci que de vérité[74]. »
- Novembre 1867. Zola, Première édition de Thérèse Raquin.
- Mai 1868. Zola, deuxième édition de Thérèse Raquin, avec une préface programmatique : « Je ne sais si mon roman est immoral, j’avoue que je ne me suis jamais inquiété de le rendre plus ou moins chaste. L’étude sincère purifie tout, comme le feu. Le groupe d’écrivains naturalistes auquel j’ai l’honneur d’appartenir a assez de courage et d’activité pour produire des œuvres fortes, portant en elles leur défense[75]. »
- Publication de L'Éducation sentimentale, de Flaubert et de Madame Gervaisais, des frères Goncourt. Paul Alexis se rend chez Zola[76].
- Juillet 1871 : Zola, dans la préface de La Fortune des Rougon[77], expose le projet des Rougon Macquart : « L’hérédité a ses lois, comme la pesanteur. Je tâcherai de trouver et de suivre, en résolvant la double question des tempéraments et des milieux, le fil qui conduit mathématiquement d’un homme à un autre homme. »
- 1876. Céard, Hennique et Huysmans se présentent chez Zola[76].
- Janvier 1877. Publication de L'Assommoir et scandale.
- Mars 1877. Article de Huysmans : « Nous ne sommes pas des sectaires, nous sommes des hommes qui croyons qu’un écrivain, aussi bien qu’un peintre, doit être de son temps. Nous allons à la rue, à la rue vivante et grouillante, aux chambres d’hôtel aussi bien qu’aux palais, aux terrains vagues aussi bien qu’aux forêts vantées. Nous voulons essayer de camper sur leurs pieds des êtres en chair et en os, des êtres qui parlent la langue qui leur fut apprise, des êtres, enfin, qui palpitent et qui vivent, nous voulons tenter d’expliquer les passions qui les mènent, dès qu’elles sourdent et percent, les montrer, croissant peu à peu, s’éteignant à la longue, ou crevant quand elles bouent avec le cri qui jaillit des lèvres ! [78] »
- Octobre 1879. Parution dans Le Voltaire de l'article de Zola sur le Roman expérimental.
- Avril 1880. Publication du recueil collectif Les Soirées de Médan.
- 8 mai 1880. Mort de Flaubert.
- Fin 1880. Échec du projet d'une revue hebdomadaire intitulée La Comédie humaine[79].
- 18 août 1887. Dans Le Figaro, Manifeste des Cinq, signé par Bonnetain, Descaves, Guiches, Margueritte et Rosny Aîné[80] : « La Terre a paru. La déception a été profonde et douloureuse. Non seulement l'observation est superficielle, les trucs démodés, la narration commune et dépourvue de caractéristiques, mais la note ordurière est exacerbée encore, descendue à des saletés si basses que, par instants, on se croirait devant un recueil de scatologie: le Maître est descendu au fond de l'immondice. Eh bien! cela termine l'aventure. Nous répudions énergiquement cette imposture de la littérature véridique, cet effort vers la gauloiserie mixte d'un cerveau en mal de succès. »
- Septembre 1887. Brunetière proclame la banqueroute du naturalisme[81].
- Mars-Juillet 1891. Enquête de Jules Huret sur L'Évolution littéraire[82].
- Juin 1893. Parution du Docteur Pascal, dernier volume des Rougon-Macquart.
- 1903. Préface de Huysmans à une réédition d'À rebours[83] : « Cette école qui devait rendre l'inoubliable service de situer des personnages réels dans des milieux exacts était condamnée à se rabâcher en piétinant sur place. »

## Composition du groupe
La composition du groupe naturaliste est très difficile à cerner. C'est un groupe fluctuant qui se fait et se défait au gré des amitiés et des inimitiés, rassemblé non pas par une doctrine rigoureuse, mais par quelques grands principes, en particulier la volonté de lutter contre « les lectures anodines et consolantes, les imaginations qui ne dérangent pas, le roman de la vertu. » S'il n'y a pas d'esthétique naturaliste à proprement parler, il existe un  mouvement travaillé de tempêtes, de désaccords profonds, de reniements, qu’aucune structure ne saurait enfermer.
Le rêve entretenu par Zola d’un groupe d’écrivains unis par les mêmes idées, travaillant à faire advenir une République naturaliste, n’a pas résisté aux oppositions, aux dissensions internes, aux inimitiés. Zola ne sut pas imposer longtemps sa réflexion théorique, ses principes qui, pourtant, par bien des aspects auraient pu être reçus par des écrivains qui en étaient souvent moins éloignés qu’ils ne l’imaginaient.
Il est difficile de qualifier tel écrivain de naturaliste, car le  concept d’unité s’applique difficilement à l’œuvre d’un écrivain : pour beaucoup d’entre eux le naturalisme n’a constitué qu’un moment, parfois décisif, de leur évolution personnelle. Ainsi Maupassant — qui écrit pour la dernière fois en 1882 le mot « naturaliste », alors qu’il n’a encore publié que La Maison Tellier. — abandonne le concept de naturalisme dès que la notoriété acquise lui permet de le négliger. Hennique s'éloigne, avec Un caractère, présenté comme un roman « spirite ». Henry Céard, avec Une belle journée, abandonne les drames de la dégénération catastrophique explicables par des théories scientifiques, pour épouser le modèle plus flaubertien de la comédie des illusions humaines et de la nullité de la vie bourgeoise, ratifié par la philosophie du mal de vivre.
Des divergences se font jour entre Zola et Huysmans sur la nature du roman après la parution d'À Rebours. Rosny, dans Le Termite, accuse le mouvement de ne s’être soucié que du terre à terre, d’avoir banni l’étude de tout esprit complexe, de « toute personnalité intellectuelle. »  Jules Case, dont la position envers le naturalisme était ambigüe, publie en octobre 1891 dans L’Événement une série d’articles virulents dans lesquels il fait le procès d’une « littérature moucharde et basse, sans idée, sans création, sans génie. »   
Plus prosaïquement, Goncourt supporte mal que l’on puisse contester sa prééminence intellectuelle et n’a jamais accepté le rôle de premier plan de Zola. Lui aussi veut des disciples ; il attire à lui Huysmans, Hennique et Céard, accueille les écrivains de la nouvelle génération. Allié à Daudet, il a au moins laissé faire, sinon encouragé, les signataires du Manifeste des cinq.
Ce Manifeste des cinq, rédigé par Rosny, signé par Paul Bonnetain, J.-H. Rosny aîné, Lucien Descaves, Paul Margueritte et Gustave Guiches, publié dans Le Figaro du 18 août 1887 se veut une réponse à la publication de La Terre. Mais les auteurs de cette « attaque hypocrite maladroitement conduite » n’étaient pas irréprochables quant aux « obscénités » reprochées à Zola. Leur texte, aux « accusations misérables », dont les motivations sont obscures, exprime surtout la déception et l’amertume de la jeune génération devant un maître qui ne répond plus à leurs attentes.
Mais paradoxalement, c’est à partir de l’époque où le groupe de Médan se désintègre et où l’effort théorique s’épuise, que commence la période de la plus grande productivité d’œuvres naturalistes en France et à l’étranger.

### Origines sociales
Majoritairement provinciaux et issus de la petite bourgeoisie (artisans, commerçants, employés), parfois de la moyenne bourgeoisie mais sans leurs « prérogatives financières », les futurs romanciers naturalistes vivent dans une assez grande précarité. Rares sont ceux qui ont dépassé le baccalauréat. Ceux qui l’ont obtenu ne mènent pas jusqu’au bout leurs études supérieures. Leur situation professionnelle est très mouvante. Ils sont souvent « ronds-de-cuir », parfois journalistes et, à l’exception de Zola, leurs écrits leur rapportent peu. Ils n’ont ni appui ni parents susceptibles de les favoriser dans le monde littéraire. Il leur est donc nécessaire de percer par d’autres voies : la demande du public qui veut des romans et des nouvelles, et le scandale pour se faire rapidement connaître.
La plupart de ceux qui renièrent le naturalisme pour rallier le camp des "psychologues", Paul Margueritte, Édouard Rod, Abel Hermant, n'avaient point, de par leurs origines, les caractéristiques les plus fréquentes des romanciers naturalistes. En choisissant d'écrire pour un public qu'ils croyaient plus raffiné, ils retournaient à leur classe.

### Écrivains francophones
|                                                      |          | Cité dans Colin 1988 | Cité dans Pagès 1993 | Classification de Jules Huret | Principales œuvres naturalistes                                                                 |
| ---------------------------------------------------- | -------- | -------------------- | -------------------- | ----------------------------- | ----------------------------------------------------------------------------------------------- |
| Paul Adam                                            | France   | oui                  | oui                  | Boxeur et savatier            | Chair molle (1885)                                                                              |
| Jean Ajalbert                                        | France   | oui                  |                      | Acide et pointu               | En amour (1890)                                                                                 |
| Paul Alexis (*)                                      | France   | oui                  | oui                  | Boxeur et savatier            | La Fin de Lucie Pellegrin (1880), Madame Meuriot (1891)                                         |
| Harry Alis                                           | France   | oui                  |                      |                               | Hara-Kiri (1882)                                                                                |
| Georges Ancey                                        | France   |                      | oui                  |                               | Monsieur Lamblin (1888)                                                                         |
| Henry Becque                                         | France   |                      | oui                  |                               | Les Corbeaux (1882)                                                                             |
| Paul Bonnetain (**)                                  | France   | oui                  | oui                  | Acide et pointu               | Charlot s'amuse (1883)                                                                          |
| Jules Case                                           | France   | oui                  | oui                  |                               | Bonnet rouge (1887)                                                                             |
| Robert Caze                                          | France   | oui                  |                      |                               | L'Élève Gendrevin (1884)                                                                        |
| Henry Céard (*)                                      | France   | oui                  | oui                  | Théoricien                    | Une belle journée (1881), Terrains à vendre au bord de la mer (1906)                            |
| Georges Darien                                       | France   | oui                  |                      |                               | Bas les cœurs ! (1889), Biribi (1890)                                                           |
| Alphonse Daudet                                      | France   | oui                  | oui                  |                               | Le Nabab (1877) Les Rois en exil (1879)                                                         |
| Lucien Descaves (**)                                 | France   | oui                  | oui                  | Boxeur et savatier            | Sous-offs (1889)                                                                                |
| Louis-Marie Desprez                                  | France   | oui                  | oui                  |                               | Autour d'un clocher (avec Henry Fèvre, 1884)                                                    |
| Jean-Louis Dubut de Laforest                         | France   | oui                  |                      |                               | Le Gaga (1886)                                                                                  |
| Georges Eekhoud                                      | Belgique | oui                  |                      |                               | Escal-Vigor (1899)                                                                              |
| Jean-François Elslander                              | Belgique | oui                  |                      |                               | Rage charnelle (1890)                                                                           |
| Francis Enne                                         | France   | oui                  |                      |                               | La Vie simple (1882)                                                                            |
| Henry Fèvre                                          | France   | oui                  |                      |                               | Autour d'un clocher (avec Louis-Marie Desprez, 1884)                                            |
| Edmond de Goncourt                                   | France   | oui                  | oui                  | Théoricien                    | Germinie Lacerteux (1864), Madame Gervaisais (1869), La Fille Elisa, Les Frères Zemganno (1879) |
| Gustave Guiches (**)                                 | France   | oui                  | oui                  | Ironique et blagueur          | Céleste Prudhomat (1886)                                                                        |
| Léon Hennique (*)                                    | France   | oui                  | oui                  | Vague et morfondu             | L'Accident de Monsieur Hebert (1884)                                                            |
| Abel Hermant                                         | France   | oui                  |                      | Bénin et bénisseur            | Monsieur Rabosson (1884)                                                                        |
| Paul Heusy                                           | Belgique | oui                  |                      |                               | Un coin de la vie de misère (1878)                                                              |
| Joris-Karl Huysmans (*)                              | France   | oui                  | oui                  | Boxeur et savatier            | Les Sœurs Vatard (1879), En ménage (1881), À vau-l’eau (1882)                                   |
| Camille Lemonnier                                    | Belgique | oui                  |                      |                               | Un Mâle (1881)                                                                                  |
| Paul Margueritte (**)                                | France   | oui                  | oui                  | Bénin et bénisseur            | Jours d'épreuve (1886)                                                                          |
| Guy de Maupassant (*)                                | France   | oui                  | oui                  | Vague et morfondu             | La Maison Tellier (1881), Une vie (1883)                                                        |
| Oscar Méténier                                       | France   | oui                  |                      |                               | La Chair (1885)                                                                                 |
| Octave Mirbeau                                       | France   | oui                  | oui                  | Boxeur et savatier            | L'Abbé Jules (1888)                                                                             |
| Henri Nizet                                          | Belgique | oui                  |                      |                               | Suggestion (1891)                                                                               |
| Albert Pinard                                        | France   | oui                  |                      |                               | Madame X...(1884)                                                                               |
| Édouard Rod                                          | Suisse   | oui                  |                      | Vague et morfondu             | À propos de L'Assommoir (1879) , La Chute de Miss Topsy (1882)                                  |
| J.H. Rosny aîné (**)                                 | Belgique | oui                  | oui                  | Boxeur et savatier            | Le Bilatéral (1887)                                                                             |
| Vast et Ricouard                                     | France   | oui                  |                      |                               | La Haute pègre (1881)                                                                           |
| Émile Zola (*)                                       | France   | oui                  | oui                  | Boxeur et savatier            | Toute son œuvre, en particulier Les Rougon-Macquart                                             |
| (*) Participe au recueil Les Soirées de Médan (1880) |          |                      |                      |                               |                                                                                                 |
| (**) Signataire du Manifeste des cinq                |          |                      |                      |                               |                                                                                                 |

### Écrivains non francophones
|                     |             | Principales œuvres naturalistes            | Principales œuvres naturalistes |
| ------------------- | ----------- | ------------------------------------------ | ------------------------------- |
| Herman Bang         | Danemark    | Haabløse Slægter (1880)                    | Générations sans espoir         |
| Luigi Capuana       | Italie      | Giacinta (1879)                            | Giacinta                        |
| Jens-Peter Jacobsen | Danemark    | Niels Lyhne (1880)                         | Niels Lyhne                     |
| Stephen Crane       | États-Unis  | The Red Badge of Courage (1895)            | La Conquête du courage          |
| Théodore Dreiser    | États-Unis  | Sister Carrie (1900)                       | Sister Carrie                   |
| Theodor Fontane     | Allemagne   | L'Adultera (1882)                          | L'Adultère                      |
| George Gissing      | Royaume-Uni | Workers in the dawn (1880)                 | Travailleurs à l'aube           |
| Gerhardt Hauptmann  | Allemagne   | Bahnwärter Thiel (1888)                    | Le Garde-voie Thiel             |
| Alexander Kielland  | Norvège     | Garman & Worse (1880)                      | Garman & Worse                  |
| Christian Krohg     | Norvège     | Albertine (1886)                           | Albertine                       |
| Thomas Mann         | Allemagne   | Buddenbrooks: Verfall einer Familie (1901) | Les Buddenbrook                 |
| George Moore        | Irlande     | A Mummer's Wife (1885)                     | La Femme du cabotin             |
| Emilia Pardo Bazán  | Espagne     | Los pazos de Ulloa (1886)                  | Le château d'Ulloa              |
| Benito Pérez Galdós | Espagne     | La desheredada (1881)                      | La Déshéritée                   |
| Bolesław Prus       | Pologne     | Lalka (1887)                               | La Poupée                       |
| Eça de Queirós      | Portugal    | Os Maias (1888)                            | Les Maia                        |
| Johannes Schlaf     | Allemagne   | Meister Oelze (1982)                       | Maître Oelze                    |
| Amalie Skram        | Norvège     | Hellemyrsfolket (1887)                     | Les Gens de Hellemyr            |
| August Strindberg   | Suède       | Röda rummet (1879)                         | La Chambre rouge                |
| Hermann Sudermann   | Allemagne   | Heimat (1893)                              | Patrie                          |
| Giovanni Verga      | Italie      | I Malavoglia (1881)                        | I Malavoglia                    |

## Diffusion

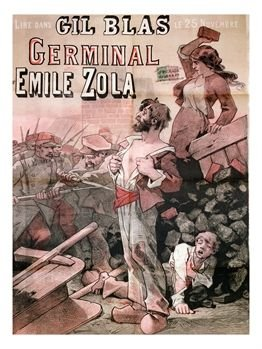
Publicité pour la publication en feuilleton de Germinal d'Émile Zola dans Gil Blas, le 25 novembre 1884.

peu propres à accueillir des initiatives téméraires Les œuvres naturalistes sont largement diffusées dans les journaux et les revues. Gil Blas, La Vie populaire, Le Réveil, Le Voltaire les publient en feuilleton. L'audience est augmentée par leur reprise par d'autres journaux : Germinal paraît d'abord dans Gil Blas (avec des points de suspension caviardant plusieurs passages), est repris par La Vie populaire, Le Peuple, Le Cri du peuple. Le Révolté en publie des extraits, ainsi que Le Réveil des mineurs et Le Tocsin. Cependant les relations avec Le Voltaire tournent court. À part Maupassant, tous les romanciers des Soirées de Médan y publient des articles, mais les coupures dans les comptes-rendus du Salon par Huysmans, dans Nana, et le refus de deux articles de Zola amènent à la rupture.
Le mouvement naturaliste ne dispose pas de journal ou de revue qui lui soit propre, comme l'était Le Rappel pour les idées de Victor Hugo. En Belgique, deux revues ont une existence éphémère. L'Actualité à travers le monde et l'Art , dirigé par Camille Lemonnier, paraît d'août 1876 à août 1877 et publie l'étude d'Huysmans, Émile Zola et L'Assommoir. L'Artiste, de Théodore Hannon, porte sur sa première page une sanguine de Félicien Rops proclamant « Naturalisme, modernité ». Y paraissent des textes d'Huysmans et le début d'Une belle journée, de Céard. Mais, pour des raisons financières, Hannon perd la direction de la revue en 1878 et la publication change totalement d'orientation.
Un projet ambitieux de revue, La Comédie humaine, échoue en 1882, l'éditeur Derveaux n'apportant pas les capitaux qu'il avait promis. Certains critiques le regrettent, considérant que sans une telle publication, des écrivains qui partagent les mêmes idées restent éloignés les uns des autres, faute de pouvoir confronter leurs points de vue. D'autres considèrent que fonder une revue « naturaliste » aurait été perpétuer le ghetto de la littérature et s’exposer à un échec retentissant comme celui de Réalisme, la revue de Duranty.
Différents éditeurs publient les œuvres naturalistes. en 1872, Charpentier conclut  avec Zola un contrat à montant fixe pour l'ensemble des Rougon-Macquart. Il publie également des ouvrages des Goncourt, d'Hennique, d'Huysmans et de Maupassant, qui le quitte après Des Vers. En 1885, Huysmans passe chez Pierre-Victor Stock, qui déclare à Céard souhaiter « avoir les cinq du groupe de Médan, et complètement. » Il ne réussit à traiter qu'avec Huysmans et Hennique, mais s'attache Louis-Marie Desprez et Robert Caze, dont les œuvres paraissaient auparavant chez l'éditeur belge Henry Kistemaeckers, qui publiait de nombreux auteurs communards, socialistes et anticléricaux, en même temps que des « œuvres pimentées » et des ouvrages de bibliophilie.
Les grandes maisons d'édition, Hachette — qui dispose alors de l'exclusivité de la distribution dans les bibliothèques de gare —, Calmann-Lévy ou Dentu, peu enclines à accueillir des initiatives téméraires, n'accordent aucun intérêt aux naturalistes.

## Réception

### Procès
L'histoire du naturalisme est ponctuée de procès, de saisies et d'interdictions.
En France, la loi du 29 juillet 1881 avait instauré la liberté de la presse, mais celle du 2 août 1882 est particulière à la littérature : tout outrage aux bonnes mœurs est passible d'un maximum de deux ans de prison et de deux mille francs d'amende. Sont ainsi jugés :
- Le 20 décembre 1884, Louis Desprez pour Autour d'un clocher, malgré une lettre d'appui de Zola, est condamné à un mois de prison et à une amende de mille francs. Les conditions de son incarcération à Sainte-Pélagie aggravent son faible état de santé, et il meurt l'année suivante[172].
- Le 27 décembre 1884, Paul Bonnetain, auteur de Charlot s'amuse, est acquitté[173].
- Le 10 août 1885, Paul Adam, pour Chair molle, est condamné à quinze mois de prison avec sursis, et à une amende de mille  francs[173].
- Le 15 mars 1890, Lucien Descaves, l'auteur de Sous-Offs, ainsi que ses éditeurs, Veuve Tresse et Pierre-Victor Stock, font l'objet de quarante-cinq chefs d'accusation pour offense envers l'armée et de sept chefs d'accusation pour immoralité. À la suite d'une pétition signée par 54 écrivains parue dans Le Figaro[174], Descaves est acquitté mais se voit retirer son grade militaire[173].

La pièce tirée du roman Germinal par Zola et William Busnach est interdite en octobre 1885, en raison de tendances socialistes jugées subversives et pouvant porter atteinte à l’ordre public. Zola a beau protester en première page du Figaro, l'interdiction n'est levée que fin décembre 1887, sous réserve de modification du texte.
En Allemagne, Gerhardt Hauptmann a des démêlés en 1892 avec la censure pour sa pièce Les Tisserands ; en Norvège Albertine de Christian Krogh est saisi dès sa parution en 1885 ; au Danemark, le journal Københaven est inculpé en 1891 pour avoir publié Bel-Ami de Maupassant.

### Lecteurs
La conquête d'un large lectorat est l'un des objectifs principaux des naturalistes, et Zola ne cache pas sa stratégie : « Avant tout, il faut forcer le public à vous lire. C’est mettre des bâtons dans les roues que de faire long et de faire cher. »
Cette approche est couronnée de succès en termes quantitatifs, mais c'est initialement un succès de scandale. Au fil des années, le public devient capable de supporter le choc d’un texte qui ne le ménage pas. Même un adversaire du naturalisme comme Brunetière en convient : « Le roman naturaliste en général, et les romans de M. Zola plus particulièrement, ont profité de cette fâcheuse évolution du goût public : ils ne l’ont assurément ni déterminée, ni provoquée. » Se crée ainsi une communauté de lecteurs, de plus en plus étendue, qui finit par imposer ses choix à des critiques professionnels qui, dans l’ensemble, ont manifesté une grande hostilité.

### Critiques et pourfendeurs
Les œuvres naturalistes, les théories exprimées par Zola, et leur large diffusion ont déclenché des torrents de réactions courroucées. Celles-ci reflètent plusieurs points de vue : esthétique, moral, social et politique.

#### Esthétique
L'un des plus modérés, Brunetière, rejette une esthétique : « C’est un art qui sacrifie la forme à la matière, le dessin à la couleur, le sentiment à la sensation, l’idéal au réel ; qui ne recule ni devant la trivialité, la brutalité même. » S'il regrette « la grossièreté voulue du langage et la vulgarité délibérée des sujets », il reconnaît que « tout n’est pas perdu de l’effort du naturalisme, il n’aura point passé sans enrichir notre littérature de quelques acquisitions durables . »
Marcel Schwob, qui sera proche des symbolistes, conteste le rapport établi par les naturalistes entre art et science : « Le roman analyste et le roman naturaliste pèchent contre la science qu’ils invoquent tous les deux. L’art véritablement entendu semble au contraire se séparer de la science par son essence même : la science cherche le général par le nécessaire, l’art doit chercher le général par le contingent ; pour la science le monde est lié et déterminé ; pour l’art le monde est discontinu et libre ; la science découvre la généralité extensive, l’art doit faire sentir la généralité intensive ; si le domaine de la science est le déterminisme, le domaine de l’art est la liberté. »
Louis Ulbach ne s'embarrasse pas d'autant de nuances. Après la parution de Thérèse Raquin, Il publie dans Le Figaro une violente tribune intitulée La Littérature putride : « iI s’est établi depuis quelques années une école monstrueuse de romanciers, qui prétend substituer l’éloquence du charnier à l’éloquence de la chair, qui fait appel aux curiosités les plus chirurgicales, qui groupe les pestiférés pour nous en faire admirer les marbrures, qui s’inspire directement du choléra, son maître, et qui fait jaillir le pus de la conscience. Quant à Thérèse Raquin, c’est le résidu de toutes les horreurs publiées précédemment. »

#### Morale
Barbey d'Aurevilly se place sur le plan moral et anti-scientifique : « Dans ce roman très travaillé, [Le Ventre de Paris] toutes les prétentions, tous les défauts, tous les vices, toutes les manies, et, je dirai plus, tous les tics de l’orde École à laquelle l’auteur appartient, sont poussés, par un homme qui ne manque pas de vigueur, jusqu’au dernier degré de l’aigu, de l’exaspéré, du systématique, de l’opiniâtre et du fou. On y trouve toutes les immondices qui leur sont chères. Il y a le somptueux amour du vulgaire et du bas qui distingue ces Sans-Culottes du Réalisme, en révolution contre tout ce qui n’est pas vulgaire et bas comme eux, et qui leur ferait peindre avec des orgueils de pinceau singuliers les déjections de l’humanité. M. Zola, qui voudrait retrancher la spiritualité humaine de la littérature et du monde, n’est, en définitive, qu’un singe de Balzac dans la crotte du matérialisme, écrivant pour les singes de M. Littré. »

#### Politique
Léon Bloy, dans une conférence sur Les Funérailles du Naturalisme aborde l'aspect politique et social : « Ce fanatisme de bassesse et d'ânerie devenait véritablement un danger social. Le matérialisme si évident sous l'imprécise dénomination de naturalisme a pour effet immédiat et toujours certain de paralyser la raison, de dénaturer les concepts, d'abolir les facultés esthétiques et finalement d'avilir les peuples assez lâches pour les supporter. Ce qui demeure bien évident, c'est la nécessité d'assainir la littérature [...] et dissiper les cloportes, les reptiles et les ténébreux pourceaux du Naturalisme. »
À l'inverse Jules Vallès reproche aux naturalistes de s'être trompés de sujets : « Sous prétexte de découvrir des documents humains dans les fossés, vous vous écartez tout simplement du champ de bataille. À qui donc appartient-il, sinon aux hardis des littératures neuves, de chercher comment se pétrit la révolte dans le grand pétrin des misères ? Vous filez – où ça ? – la plupart vont s’abattre sur les sofas de la maison Lagloire et, les volets bien clos dans la salle bien chaude, ils « notent » les souvenirs d’Angelina la Toquée, au lieu d’écouter le cri de détresse de la République »
Emilia Pardo Bazán, que son préfacier Albert Savine qualifie de « naturaliste catholique ne pouvant avoir les mêmes bases que le Naturalisme de M. Émile Zola » adopte une approche plus nuancée : « En définitive, les naturalistes ne sont pas des révolutionnaires utopistes ni impies par système. Ils ne font pas l'apothéose du vice. Ils n'échauffent pas les têtes et ne corrompent pas les cœurs. Ils n'énervent pas les intelligences en peignant un monde imaginaire et en dégoûtant du réel. Ce qu'il faut imputer, en particulier, au naturalisme, ce sont les tendances déterministes, le défaut de goût et un certain manque de choix artistique. De ces fautes la première est un délit grave, la seconde est de moindre importance, parce que les plus illustres de nos dramaturges et de nos romanciers l'ont commise. Ce qui importe, ce ne sont pas les verrues de la surface, c'est le fond. »

#### Critiques marxistes
Le philosophe marxiste Georg Lukács reproche au naturalisme un refus de l'action qui fige le monde en une réalité statique et décrit des lois toutes-puissantes dont les héros ne constituent finalement que des exemples passifs. Ainsi des « lois de l’hérédité » qu’a définies et illustrées Zola, exemple-type pour lui du romancier progressiste par ses thèmes et réactionnaire par son style. Cette approche est conforme à la position soviétique officielle telle que l’exprimait Jdanov en 1934 et telle qu’on la trouve encore au début des années 1950.
Aragon développe une réflexion similaire : « Le roman n’est pas le reportage. Le roman n’est pas la photographie : qui plus est la photographie littéraire, le naturalisme, n’est pas le réalisme dont je parle ici : il y manque cette intervention consciente de l’expérimentateur pour atteindre vraiment à la réalité. Il y manque cette valeur de généralisation que l’introduction de la fiction donne au roman et qui fait du roman non plus le divertissement d’un homme, mais une arme dans la lutte des hommes pour ou contre un monde meilleur. »

## Évolution et devenir
À la fin du XIXe siècle, le naturalisme francophone peine à se renouveler. Sont apparus les parnassiens (Leconte de Lisle, Heredia, Coppée), les symbolistes (Mallarmé, Maeterlinck), les psychologues (Bourget, France, Loti), les indépendants (Vallès, Mirbeau, Renard), enfin les naturistes (Saint-Georges de Bouhélier, Maurice Le Blond)
Huysmans résume son analyse en 1903 dans la préface d'une réédition d'À Rebours :

« Au moment où parut À rebours, c’est-à-dire en 1884, la situation était donc celle-ci : le naturalisme s’essoufflait à tourner la meule dans le même cercle. La somme d’observations que chacun avait emmagasinée commençait à s’épuiser. Zola, qui était un beau décorateur de théâtre, s’en tirait en brossant des toiles plus ou moins précises. Mais Zola était Zola. Nous autres, préoccupés d’un art plus subtil et plus vrai, nous devions nous demander si le naturalisme n’aboutissait pas à une impasse. »

Zola lui-même, qui va s'éloigner du naturalisme avec ses séries Les Trois villes et Les Quatre Évangiles, avait en quelque sorte adoubé les mouvements littéraires qui succèdent au naturalisme :

« Ce que je puis concéder, c’est, en littérature, que nous avions trop fermé l’horizon. J’ai, personnellement, regretté déjà d’avoir été un sectaire, en voulant que l’art se tînt aux vérités prouvées, les nouveaux venus ont rouvert l’horizon, en reconquérant l’inconnu, le mystère, et ils ont bien fait. »

### Textes théoriques et polémiques
- Charles Bigot, « L'Esthétique naturaliste », Revue des Deux Mondes,‎ 15 septembre 1879 (lire en ligne)
- Émile Zola, Le Roman expérimental, Paris, Charpentier, 1881 (lire en ligne)
- Ferdinand Brunetière, Le roman naturaliste, Paris, Calmann-Lévy, 1883 (lire en ligne)
- Antoine Macrobe, La flore pornographique : glossaire de l’École naturaliste, extrait des œuvres de M. Émile Zola et de ses disciples, Paris, Doublelzévir, 1883 (lire en ligne)
- Louis Marie Desprez, L'Évolution naturaliste, Paris, Tresse, 1884 (lire en ligne)
- Emilia Pardo Bazán, Le Naturalisme, Paris, Giraud, 1886 (lire en ligne)
- Jules Huret, Enquête sur l'évolution littéraire, Paris, Charpentier, 1891 (lire en ligne)
- Edmond Cattier, Le Naturalisme littéraire, Bruxelles, Weissenbruch, 1897 (lire en ligne)

### Dictionnaires
- Colette Becker (dir.) et Pierre-Jean Dufief (dir.), Dictionnaire des naturalismes (2 volumes), Paris, Honoré Champion, 2017 (ISBN 978-2-7453-3438-1)
- Réné-Pierre Colin, Dictionnaire du naturalisme, Tusson, Éditions du Lérot, 2012 (ISBN 978-2-35548-066-9)[195]
- René-Pierre Colin, Dictionnaire du naturalisme. Tome 2, Suppléments, repentirs & documents, Tusson, Éditions du Lérot, 2023 (ISBN 978-2-35548-170-3)

### Ouvrages
- David Baguley, Le Naturalisme et ses genres, Paris, Nathan, 1995 (ISBN 2-09-190815-0, lire en ligne)
- Colette Becker, Lire le réalisme et le naturalisme, Paris, Éditions Dunod, 1998, 2e éd. (ISBN 2-10-003741-2).
- Colette Becker (dir.) et Anne-Simone Dufief (dir.), Relecture des « petits » naturalistes : Actes du colloque des 9, 10, et 11 décembre 1999, Nanterre, Université Paris X, Centre de recherches interdisciplinaires sur les textes modernes, RITM, 2000 (ISSN 0766-4214)
- Roland Biétry, Du Réalisme au Naturalisme, Le Mont-sur-Lausanne, Éditions Loisirs et Pédagogie, 2019 (ISBN 978-2-606-01590-9)
- Patricia Carles et Béatrice Desgranges, Le naturalisme, Paris, Nathan, coll. « Balises Genres et Mouvements », 2001 (ISBN 2-09-182181-0)
- Yves Chevrel, Le Naturalisme, étude d'un mouvement littéraire international, Paris, PUF, 1993, 2e éd. (ISBN 2-13-046073-9)
- Pierre Cogny (dir.), Le Naturalisme, colloque de Cerisy, Paris, 10/18, 1978 (ISBN 2-264-00887-3)
- René-Pierre Colin, Zola, renégats et alliés  : La République naturaliste, Lyon, Presses universitaires de Lyon, 1988 (ISBN 2-7297-0326-8, lire en ligne)
- Béatrice Laville (dir.), Champ littéraire fin de siècle autour de Zola, Pessac, Presses universitaires de Bordeaux, 2004 (ISSN 0986-6019)
- Henri Mitterand, Le Regard et le signe, poétique du roman réaliste et naturaliste, Paris, PUF, 1987 (ISBN 2-13-039763-8)
- Henri Mitterand, Zola et le Naturalisme, Paris, PUF, coll. « Que sais-je ? », 1989, 2e éd. (ISBN 2-13-042537-2)
- Alain Pagès, Le Naturalisme, Paris, PUF, coll. « Que sais-je ? », 2e édition, 1993 (ISBN 2-13-045631-6)
- Alain Pagès, La Bataille littéraire, essai sur la réception du naturalisme à l'époque de Germinal, Paris, Séguier, 1989 (ISBN 2-87736-072-5)
- Sylvie Thorel-Cailleteau, Réalisme et naturalisme, Paris, Hachette, 1998 (ISBN 2-01-145184-1)

### Articles
- Alain Pagès, « L'espace littéraire du naturalisme », Pratiques, nos 107-108,‎ décembre 2000 (lire en ligne)